# 헤수스 카스트로
헤수스 카스트로(Jesús Castro, 1993년 1월 19일 ~ )는 스페인의 배우이다. 《엘니뇨》에서 니뇨 역으로 잘 알려져 있다.